# Bărăști, Buzău
Bărăști este un sat în comuna Cislău din județul Buzău, Muntenia, România. Se află în apropierea confluenței între râul Bâsca Chiojdului și râul Buzău, în Subcarpații de Curbură.